# Worms: The Director's Cut
Pour les articles homonymes, voir Worms.
Worms: The Director's Cut (de l'anglais worm : ver) est un jeu vidéo d'artillerie développé par Team17. Il est édité par Ocean Software en 1997 pour Amiga AGA et est connu pour être le dernier jeu développé sur ce support par Team 17, ce qui explique le fait que cette version n'existe que sur Amiga et n'a jamais connu d'autre conversion. Le manuel comporte d'ailleurs dans sa dernière page une dédicace aux possesseurs d'Amiga précisant :
Bye-bye, ceci est notre dernier produit Amiga et peut être notre meilleur. Appréciez-le et merci pour votre soutien, tout particulièrement en donnant une maison à cette boîte
Joué au tour par tour, en 2 dimensions, il oppose deux équipes de vers de terre armés jusqu'aux dents, selon le principe du jeu d'artillerie. Le concept de jeu a été inventé par Andy Davison.
Le jeu s'est vendu à 5000 exemplaires dans le monde et est considéré comme la version la plus rare et une des plus abouties de Worms.

## Système de jeu
Le système de jeu est identique à la version originelle de Worms. Toutefois, de nombreuses armes ont été rajoutées exclusivement pour cette version.
Worms: DC intègre également un mode cavern avec un écran de jeu confiné et limité par un "toit" au-dessus des joueurs, rendant l'utilisation des armes classiques plus complexe, un mode graffitti, permettant de générer un niveau en dessinant rapidement son relief à la souris. 
Il dispose également d'améliorations graphiques (plus de 300 couleurs à l'écrans, neuf niveaux de scrollings différentiels) et sonores.